# Ruukki

Wappen der ehemaligen Gemeinde Ruukki

Ruukki [ˈruːkːi] ist ein Ort und eine ehemalige Gemeinde im Nordwesten Finnlands. Zum 1. Januar 2007 fusionierte Ruukki mit der Küstengemeinde Siikajoki; die neue Kommune führt nur den Namen Siikajokis weiter, hat aber den Ort Ruukki als Verwaltungszentrum.
Ruukki liegt im Küstenhinterland der Landschaft Nordösterbotten rund 50 km südwestlich der Stadt Oulu am Fluss Siikajoki. Der Ort ist der älteste Industriestandort Nordfinnlands: 1672 gründete Generalgouverneur Peter Brahe der Jüngere an der Stromschnelle Ruukinkoski eine Pottasche-Fabrik. 1846 wurde ein Sägewerk, 1914 eine Bierfabrik gegründet. Heute ist in Ruukki holzverarbeitende und Metallindustrie ansässig.
Die Gemeinde Ruukki bestand von 1973 bis 2006. Sie entstand durch den Zusammenschluss der Gemeinden Paavola und Revonlahti (schwedisch Revolax). Neben dem Hauptort Ruukki und den Kirchdörfern Paavola und Revonlahti umfasste die Gemeinde die Orte Heinolahti, Jauhoniemi, Kivijärvi, Kuivaniemi, Lappi, Luohua, Pudasjärvi, Relletti und Tuomioja. Sie hatte eine Fläche von 779,89 km² und zuletzt rund 4.500 Einwohner.